# Брунейско-малайзийские отношения
Брунейско-малайзийские отношения — двусторонние дипломатические отношения между Брунеем и Малайзией. Протяжённость государственной границы между странами составляет 266 км.

## История
В 1960-х годах Бруней отказался присоединяться к Восточной Малайзии. В 1970-х годах отношения между странами ухудшались, в том числе из-за согласия Малайзии предоставить политическое убежище 8 членам запрещенной в Брунее Народной партии. Также, Малайзия оказывала политическую поддержку Народной партии Брунея и разрешала деятельность на своей территории. В 1977 году премьер-министр Малайзии Хуссейн Онн решил прекратить конфронтацию с Брунеем и начать новую главу в отношениях с этой страной. В 1979 году Хуссейн Онн был приглашен в Бруней на королевскую свадьбу, а в 1981 году султан Брунея Хассанал Болкиах впервые посетил с официальным визитом Малайзию. В 1980-х годах в Малайзию стали отправляться студенты и служащие Брунея для обучения. В январе 1984 года между странами были установлены дипломатические отношения. В июле 2002 года отношения между странами резко ухудшились после того, как малайзийская нефтяная компания Petronas обнаружила крупные месторождения нефти в 150 км от береговой линии Сабаха. Бруней объявил, что нефтяные месторождения находятся на его территории и направил военно-морской флот. Прямых столкновений не произошло, страны стали решать возникший территориальный спор путем переговоров.

### Территориальный спор
В 2003 году Бруней и Малайзия согласились прекратить добычу газа и нефти в спорных территориальных водах до проведения демаркации границ. До 2009 года приграничная территория около города Лимбанг была предметом спора между государствами. В марте 2009 года было достигнуто соглашение между правительствами двух стран и Бруней признал Лимбанг малайзийской территорией. В 2010 году Малайзия передала Брунею два месторождения углеводородного сырья в знак благодарности за снятие территориального спора с повести дня.

## Культурные связи
Бруней и Малайзию связывает много общего в культуре, особенно с Восточной Малайзией, которая была частью Брунейской империи. В 2011 году 61 470 малайзийцев посетили Бруней. Малайзийские штаты Саравак и Сабах связаны с Брунеем через шоссе «Пан-Борнео».

## Экономические отношения
В 2014 году товарооборот между странами составил сумму около 600 млн долларов США.